# Cercanías Saint-Sébastien
Cercanías Saint-Sébastien ((es) Cercanías San Sebastián, (eu) Donostiako Aldiriak) est le système de transport urbain par chemin de fer reliant Saint Sébastien aux villes de son agglomération et des vallées de l'Oria et du Deba. Ce réseau de banlieue comparable à un réseau express régional, est intégré au service espagnol de Cercanías, et est de ce fait exploité par Renfe Operadora, sur les infrastructures d'ADIF. Il n'existe actuellement qu'une ligne.

## Voies et matériel roulant
La ligne C-1 utilise partiellement la ligne de Madrid à Hendaye entre Brinkola et Irun. La portion de ligne utilisée est électrifiée et à double voie sur sa majeure partie.
À compter de janvier 2019, le parc de 15 automotrices (dont trois S-446 et douze S-447) est affecté à l'unique ligne du réseau.

## Ligne

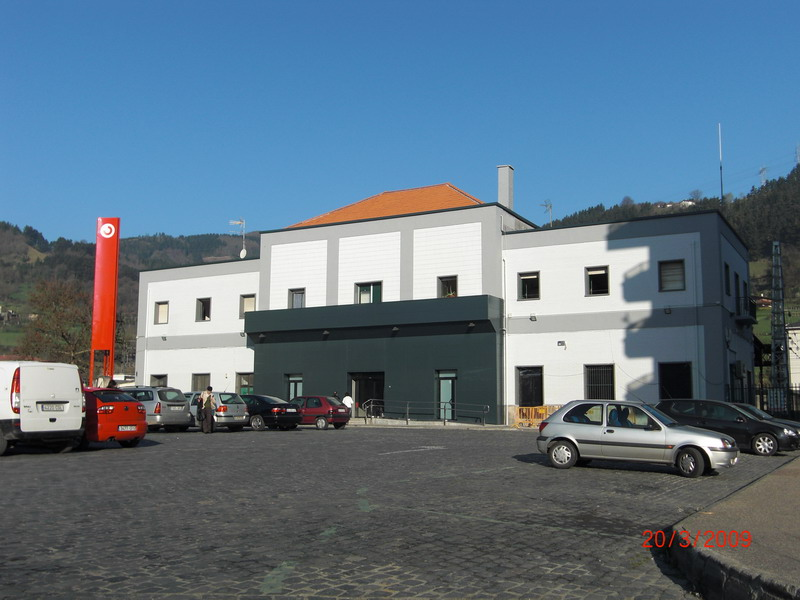
La gare de Tolosa

Actuellement le réseau n'est composé que d'une ligne C-1 reliant Irun - Saint Sébastien et Ognate
| Gares desservies         | Commune         | Zone |
| ------------------------ | --------------- | ---- |
| Irun                     | Irun            | 2    |
| Ventas de Irun           | Irun            | 2    |
| Lezo-Rentería            | Errenteria      | 1-2  |
| Pasaia                   | Pasaia          | 1    |
| Herrera                  | Saint Sébastien | 1    |
| Ategorrieta              | Saint Sébastien | 1    |
| Gros                     | Saint Sébastien | 1    |
| Donostia-Saint-Sébastien | Saint Sébastien | 1    |
| Loiola                   | Saint Sébastien | 1    |
| Martutene                | Saint Sébastien | 1    |
| Hernani                  | Hernani         | 1    |
| Hernani Centro/Erdia     | Hernani         | 1    |
| Urnieta                  | Urnieta         | 1-2  |
| Andoain                  | Andoain         | 2    |
| Andoain Centro/Erdia     | Andoain         | 2    |
| Billabona-Zizurkil       | Zizurkil        | 2-3  |
| Anoeta                   | Anoeta          | 3    |
| Tolosa Centro/Erdia      | Tolosa          | 3    |
| Tolosa                   | Tolosa          | 3    |
| Alegia                   | Alegia          | 3-4  |
| Ikaztegieta              | Ikaztegieta     | 4    |
| Legorreta                | Legorreta       | 4    |
| Itsasondo                | Isasondo        | 4    |
| Ordizia                  | Ordizia         | 4    |
| Beasain                  | Beasain         | 4    |
| Ormaiztegi               | Ormaiztegi      | 5    |
| Zumárraga                | Zumarraga       | 5    |
| Legazpi                  | Legazpi         | 5-6  |
| Brinkola                 | Ognate          | 6    |